# Rosemary Brown
Rosemary Brown (27 juli 1916 - 16 november 2001) was een Engels medium en componiste die claimde composities doorgegeven te krijgen van componisten als Franz Liszt, Sergei Rachmaninov, Franz Schubert, Edvard Grieg, Johann Sebastian Bach, Johannes Brahms, Claude Debussy, Frédéric Chopin, Robert Schumann en Ludwig van Beethoven.

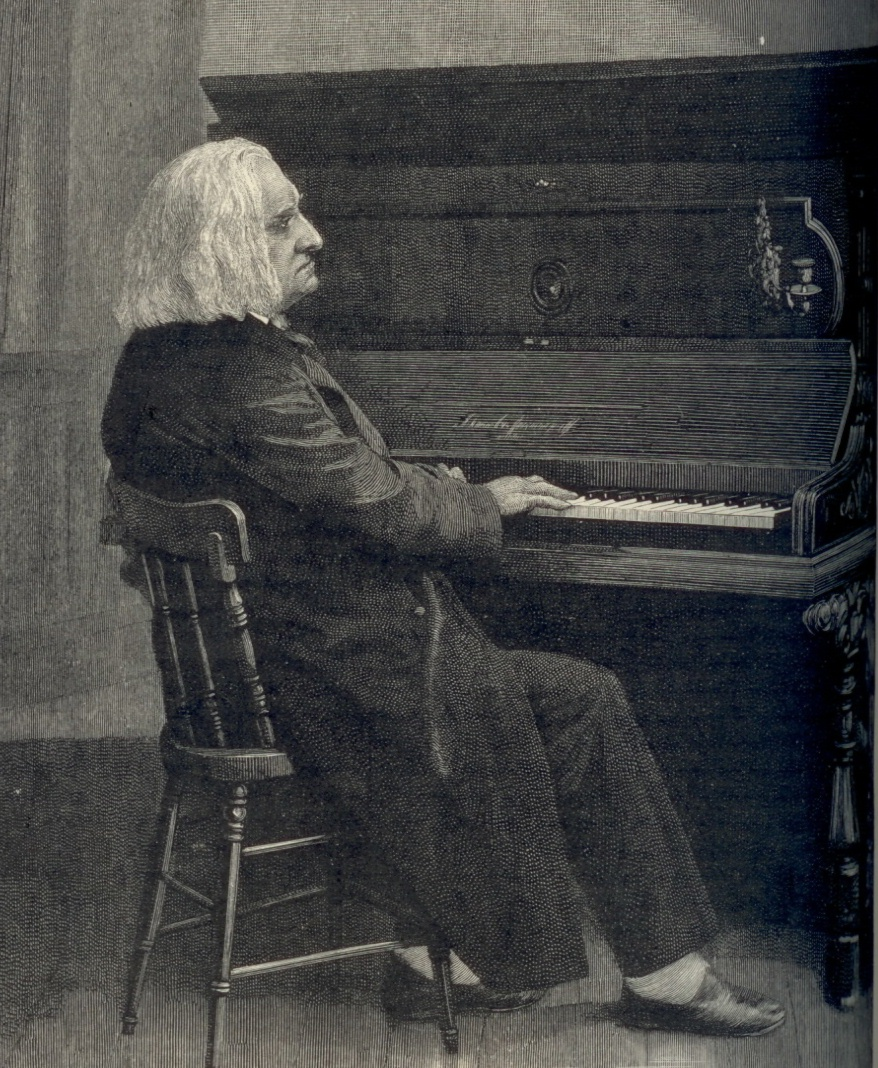
Franz Liszt, die als eerste aan Rosemary Brown zou zijn verschenen

Naar Browns eigen zeggen kwam ze op zevenjarige leeftijd voor het eerst in contact met de wereld van overleden musici. Een geest met lange grijze haren verscheen aan haar en voorspelde dat zij zelf ooit een beroemd musicus zou zijn. Pas tien jaar later, toen ze een foto zag van Franz Liszt, realiseerde ze zich dat hij het was die aan haar was verschenen. Veel familieleden van Rosemary waren paranormaal begaafd. Rosemary zelf kon als kind al vertellen over zaken die lang voor haar geboorte waren voorgevallen.
Pas in 1964, Brown was inmiddels weduwe en had twee dochters grootgebracht, kreeg zij opnieuw contact met de geest van Liszt. Hoewel zij zelf nauwelijks onderricht was in muziek, was zij vervolgens in staat om van Liszt en talloze andere componisten astraal doorgegeven composities op de piano te spelen, en te transcriberen. Op deze wijze ontstonden onder meer een veertig bladzijden lange sonate en twaalf liederen van Schubert, alsmede enkele pianostukken van Chopin en een tiende en elfde symfonie van Beethoven (beide unvollendet). 
Brown beweerde dat de componisten verschillende technieken hadden om de composities aan haar door te geven. Zo leidde Liszt haar handen gedurende een aantal maten, terwijl Chopin haar hand noot voor noot op de piano liet intoetsen. Beethoven en Bach daarentegen dicteerden slechts de noten. Alle componisten spraken Engels met haar.
Opnames van Browns composities (The Rosemary Brown Piano Album) en bladmuziek (Unfinished symponies: voices from the beyond) werden gepubliceerd.
Muziekwetenschappers die zich hebben beziggehouden met Browns werk zeggen dat de verschillende composities wel in stijl overeenkomen met oorspronkelijk werk van dezelfde componisten. Hoewel er al eerder gefalsificeerde composities waren gemaakt, vergde het maken van de stukken van Brown aanzienlijk grotere kennis dan Brown bezat.
Rosemary zelf werd uitvoerig onderzocht door zowel psychologen als musicologen. Deze vonden geen aanwijzingen dat zij bedrog pleegde. Zo bleef het raadsel rond haar composities bestaan.

## Trivia
- Het personage Rosemarie de Bruin in het Kiekeboealbum Meesterwerken bij de vleet (1981) is gebaseerd op Rosemary Brown. Alleen staat zij in telepathisch contact met overleden schilders in plaats van componisten.

- Biblioteca Nacional de España: XX5273015
- Bibliothèque nationale de France: cb127625640 (data)
- Digitale Bibliotheek voor de Nederlandse Letteren: brow006
- Gemeinsame Normdatei: 135175755
- International Standard Name Identifier: 0000 0001 1078 4871
- Library of Congress Control Number: n50039608
- MusicBrainz: 2e6a47e8-d8eb-4fce-a24d-a147bc48c46f
- Bibliotheek van het Japanse parlement: 001190636
- Nederlandse Thesaurus van Auteursnamen: 068897324
- Istituto Centrale per il Catalogo Unico: FOGV239320
- Système universitaire de documentation: 164042520
- Virtual International Authority File: 95332176
- WorldCat: E39PBJqw3WKwqfpdJfhRHbtMyd